# Esforç (revista)
Esforç és una revista mensual multilingüe esportiva fundada el novembre del 2006. Des de 2011 té una edició multimèdia per a tauleta tàctil.